# الدوري الياباني لكرة القدم للسيدات 1992
الدوري الياباني لكرة القدم للسيدات 1992 (باليابانية: 第4回日本女子サッカーリーグ) هو موسم من الدوري الياباني لكرة القدم للسيدات. فاز فيه إن تي في بيليزا.